# Mordovski Karai
Mordovski Karai (en rus: Мордовский Карай) és un poble de l'óblast de Saràtov, a Rússia, segons el cens del 2010 tenia 1.370 habitants. Pertany al districte municipal de Romànovka.